# Oborovo
Oborovo je naselje u općini Rugvica u Zagrebačkoj županiji.

## Zemljopis
Smješteno je na lijevoj obali rijeke Save 14 km južno od Dugog Sela i 8 km južno od Rugvice. Naselje je smješteno na 100 m/nv. Pripada mikroregiji Gornje Posavine Središnje Hrvatske. Naselje je raskrižje županijskih cesta Dugo Selo – Orle i Oborovo – Dubrovčak Lijevi. Sjedište je katoličke župe Sv. Jurja mučenika i sv. Jakova apostola Dugoselskog dekanata Zagrebačke nadbiskupije

## Stanovništvo
Po popisu stanovništva iz 2001. godine u naselju živi 722 stanovnika u 195 kućanstava.
Broj stanovnika:
- 1981.: 600 (205 kućanstava)
- 1991.: 599
- 2001.: 722 (195 kućanstava)

| broj stanovnika | 1060  | 1061  | 1030  | 1172  | 1187  | 1182  | 1173  | 1055  | 943   | 908   | 836   | 706   | 609   | 599   | 722   | 662   | 574   |
|                 | 1857. | 1869. | 1880. | 1890. | 1900. | 1910. | 1921. | 1931. | 1948. | 1953. | 1961. | 1971. | 1981. | 1991. | 2001. | 2011. | 2021. |

## Povijest
Oborovo se prvi puta spominje 1231. godine. Ime naselja nastaje od posjednika Obora. Ponovno se spominje 1350. kada se župa predaje remetskim Pavlinima. Kasnije je Oborovo posjed raznih feudalaca. Od sredine 19. stoljeća Oborovo je u sastavu dugoselskog kotara u kojemu ima status općine, a od ukidanja kotara 1955. u općini Dugo Selo. Od 1993. ulazi u sastav novoformirane općine Rugvica. Škola je osnovana u 19. stoljeću (danas nije u funkciji). U selu je 1936. godine osnovana prva seoska veterinarska ambulanta u Hrvatskoj i ondašnjoj kraljevini Jugoslaviji. Osnovao ju je prof. dr. Oto Köster (1896. – 1954.) u travnju 1936. godine.
U Oborovu je rođen 1867. godine akademik dr Stjepan Gjurašin, sveučilišni profesor plodonosan u filozofiji i biologiji, posebice botanici. U Oborovu je također rođen poznati akademik prof.dr.sc. ortoped Marko Pećina. Na prilazima Oborovu tijekom Drugog svjetskog rata, 29. ožujka 1944. odigrala se tzv. Oborovska bitka. Partizanske postrojbe bile su na brisanom prostoru opkoljene od strane vojske tzv. NDH. U toj bitci poginulo je oko 150 partizana. Zanimljivost u Oborovu je to što je sačuvan jedinstven govor (nažalost još samo kod starijih) u kojemu se glas "J" stavlja samo ispred riječi koje počinju sa slovom O. Npr. Joborovo (Oborovo), jopćina (općina), joke (oko), jojer (orah), jobluk (obluk odnosno prozor). Ovaj govor je gotovo nestao i karakterističan je bio samo za Oborovo. U naselju djeluje Dobrovoljno vatrogasno društvo, Kulturno umjetničko društvo, nogometni klub i lovačko društvo. U naselju također djeluje Caritasov centar za nezbrinutu djecu.

## Gospodarstvo
Gospodarska osnova je poljodjelstvo i stočarstvo. Zbog izrazito plodne zemlje stanovnici Oborova tradicionalno su vezani uz poljodjeljstvo, a posebice uz stočarstvo. Između dva svjetska rata Oborovo je bilo i obrtnički centar. U selu djeluje veterinarska ambulanta (zatvorena 2013. godine), poštanski ured i lovačko društvo.

## Znamenitosti
- Crkva sv. Jurja Mučenika i sv. Jakova Apostola, zaštićeno kulturno dobro
- Kapela Majke Božje Žalosne, zaštićeno kulturno dobro